# بخش سن-دنی، رئونیون
بخش سن-دنی (به فرانسوی: Arrondissement de Saint-Denis) یک بخش در فرانسه است که در رئونیون واقع شده‌است.